# 蛇莓
蛇莓为蔷薇科蛇莓属的植物。其种加词“indica”意为“印度的”。
现接受名为印度委陵菜（Potentilla indica (Andr.) Wolf, 1904)。

## 形态
多年生匍匐草本，有柔毛。复叶，小叶三枚。夏季开黄色花，花单生叶腋。果实为聚合的暗红色瘦果。花托至果期膨大呈头状，海绵质，红色。

## 分布
分布在南达印度、印度尼西亚、欧洲及美洲、阿富汗东达日本以及中国的辽宁省以南等地，生长于海拔280米至3,100米的地区，常生长在山坡、河岸、草地及潮湿的地方，目前尚未由人工引种栽培。

## 别名
蛇莓、蛇泡草、蛇葡萄、蛇蛋果、蛇果、蛇果藤、蛇皮藤、蛇枕頭、蛇八瓣、蛇含草、蛇盤草、蛇龜草、蛇蓉草、蛇不見、蛇婆、蛇藨、老蛇刺占、老蛇虆、老蛇泡、麻蛇果、龍銜珠、龍吐珠、龍球草、三爪龍、九龍草、珠爪、紅頂果、雞冠果、哈哈果、獅子尾、金蟬草、蠶莓、地莓、小草莓、野楊梅、落地楊梅、地楊梅、地錦、一點紅、三點紅、三匹風、三皮風、三匹草、三腳虎、三葉藨、血疔草、療瘡藥

## 异名

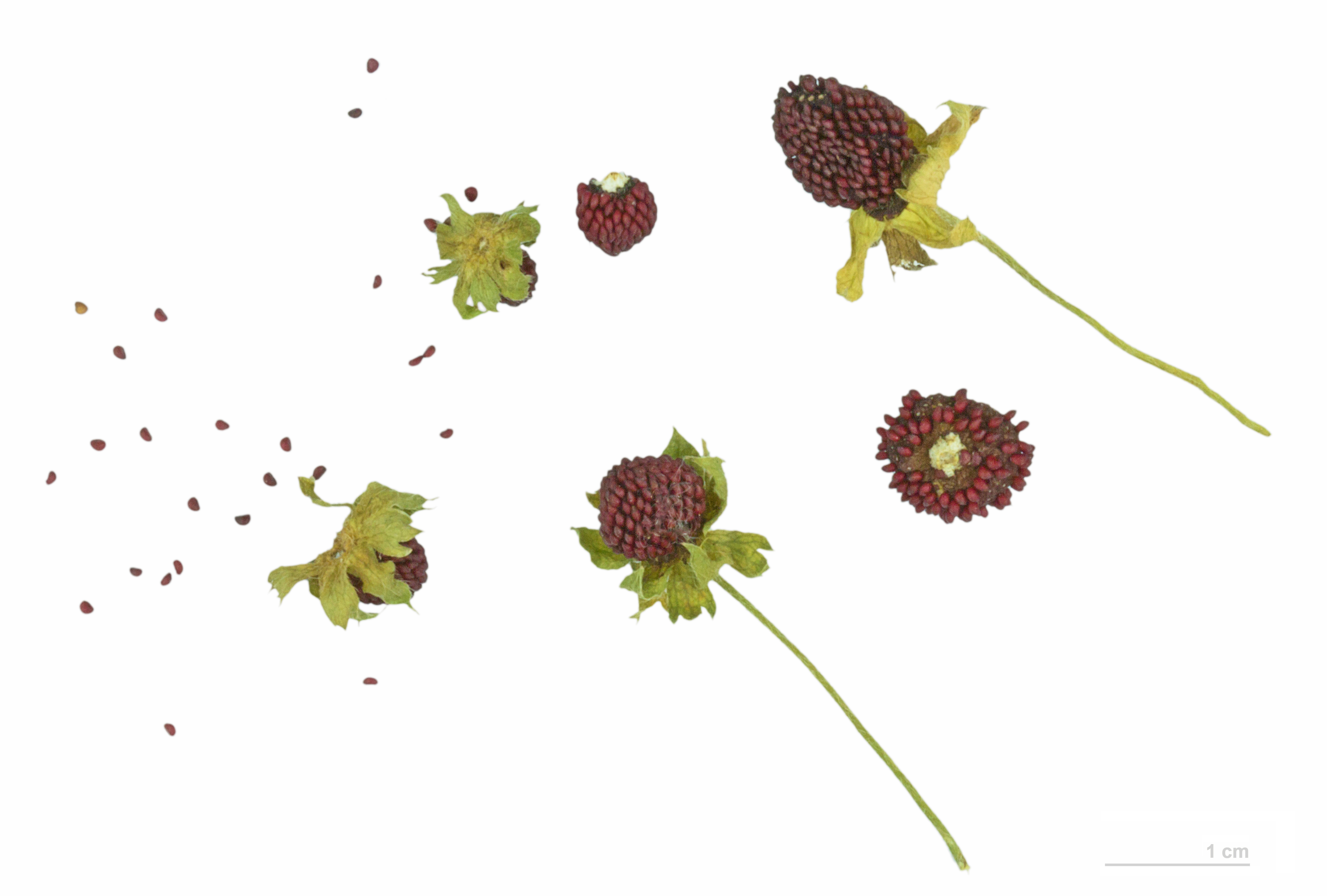
Duchesnea indica

- Duchesnea indica (Andr.) Focke var. microphylla Yu et Ku

## 延伸阅读
[在维基数据编辑]
 《植物名實圖考·蛇莓》，出自吳其濬《植物名實圖考》